# Királykői szegfű
A királykői szegfű vagy koronás szegfű (Dianthus callizonus) a szegfűfélék család szegfű nemzetségéhez tartozó növény.

## Leírása
A szár rövid, 50-100 milliméteres. A csúcsán mintegy 30 milliméter átmérőjű virág található. A kárminvörös, fehérrel pettyezett virág öt fogazott sziromból áll, amelyeknek a közepén lila folt van. A szirmok hátsó oldala zöldesfehér. Augusztusban virágzik. 
A párosával álló keskeny, hosszúkás levelek 20–40 milliméter hosszúak. 

## Elterjedése
A királykői szegfű a Királykő-hegység endemikus faja. Egyes források szerint megtalálható a Bucsecs-hegység nyugati részében is, de ez nem bizonyított.

## Képek

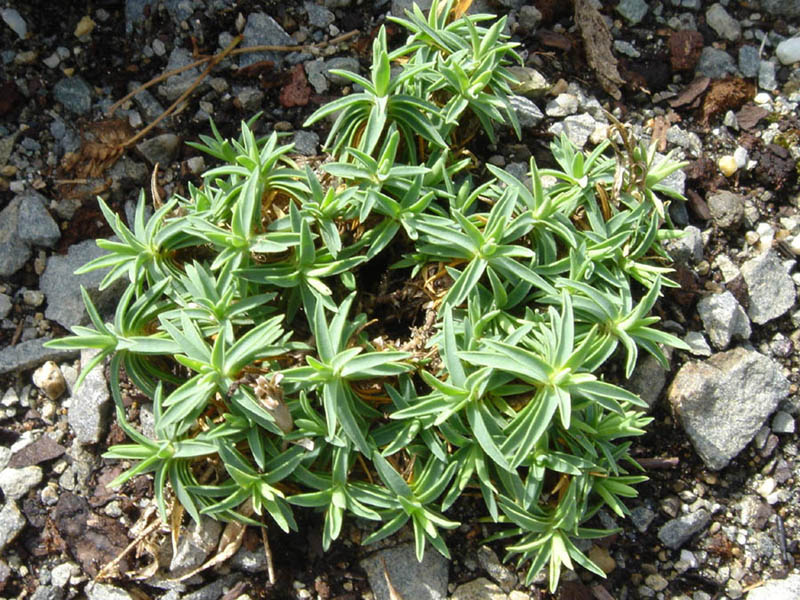
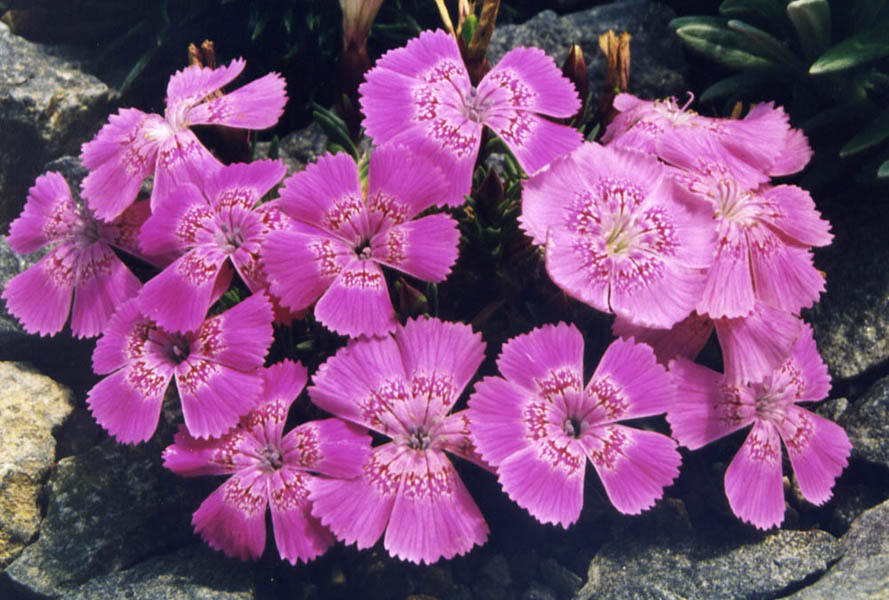
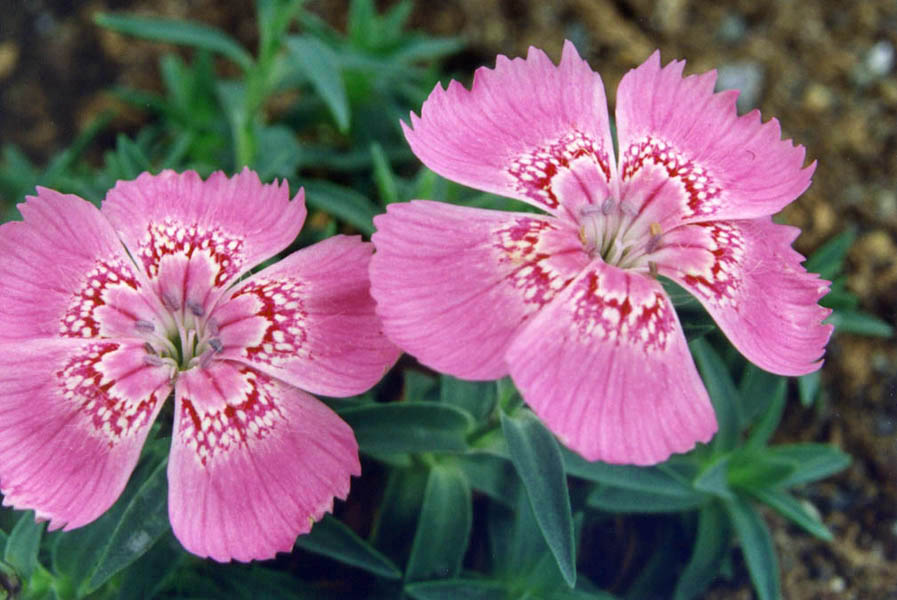

## Fordítás
Ez a szócikk részben vagy egészben  a   Garofița Pietrei Craiului című román Wikipédia-szócikk ezen változatának fordításán alapul.  Az eredeti cikk szerkesztőit annak laptörténete sorolja fel. Ez a jelzés csupán a megfogalmazás eredetét és a szerzői jogokat jelzi, nem szolgál a cikkben szereplő információk forrásmegjelöléseként.